# Lebmaag
De lebmaag (abomasum) is de laatste van de vier magen van herkauwers (naast pens, netmaag en boekmaag). De lebmaag is vergelijkbaar met de maag die we vinden bij zoogdieren met een enkelvoudige maag, zoals varkens, honden en katten en mensen. De lebmaag produceert zoutzuur en pepsine (een verteringsenzym). Hierdoor daalt de pH in de lebmaag, waardoor de meeste bacteriën afsterven. Door de lage pH en pepsine wordt in de lebmaag een begin gemaakt met de eiwitvertering. Vanuit de lebmaag gaat de voedselbrij via de pylorus naar de twaalfvingerige darm.
Maagsap van nuchtere kalveren wordt traditioneel gebruikt bij kaasbereiding. Als het wordt toegevoegd aan melk stremt die waardoor wrongel ontstaat, het eerste stadium van kaas. Hetzelfde kan ook met behulp van speciaal gekweekte aangepaste bacteriën of gist worden bereikt. Bij die werkwijze is er geen risico op dieroverdraagbare ziekten en is de kaas ook geschikt voor vegetariërs.